# CE-HTML

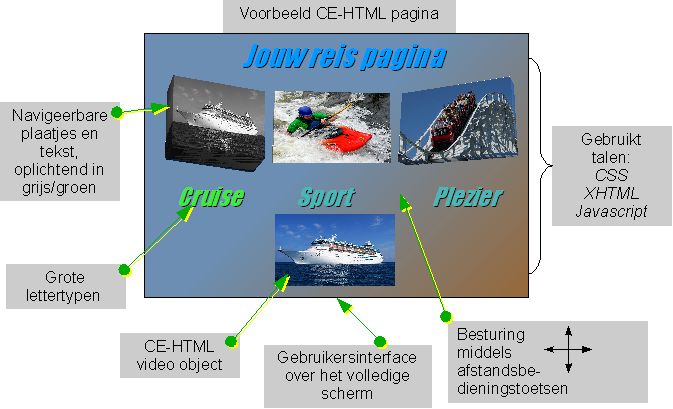
CE-HTML-Seite

CE-HTML ist eine Sprache für die Erstellung von Benutzerschnittstelle-Seiten für Unterhaltungselektronik (Consumer Electronics oder CE)-Geräten wie Fernsehern.
CE-HTML ist Teil der CEA-2014-Standard (Web4CE), die im Rahmen der Consumer Electronics Association definiert wurde.

## Merkmale
CE-HTML besteht aus den folgenden Internet-Sprachen:
- ECMA-262, 3. Auflage
- XHTML 1.0 Transitional/Strict
- CSS TV Profile 1.0
- XMLHttpRequest (Ajax)
- DOM Level 2
- Eine Reihe von Erweiterungen für die CE-Geräte.

## Geschichte
CE-HTML wurde im Rahmen der Consumer Electronics Association R7WG9-Arbeitsgruppe – bestehend aus einer Reihe von CE-Herstellern – formuliert, um auf das Problem der Darstellung von Webseiten auf ein Gerät, das nicht die Eigenschaften eines typischen Personal Computer hat, eine Antwort zu erzeugen.
CE-Geräte haben Probleme mit der Darstellung von Internet-Seiten, wenn diese folgende typischen Merkmale aufweisen:
- kleine Schriften und Bilder, die nicht aus der Entfernung lesbar sind.
- nur mit Maus- oder Tastatur aber nicht mit der Fernbedienung navigierbar.
- kein Highlight auf den navigierbaren Elementen.
- nicht-kompatible Browser-Erweiterungen (DOM-0/Legacy-DOM).
- Nicht-Standard-Audio-/Video-Codecs.
- proprietäre Erweiterungen wie Adobe Flash.

## Anwendung
CE-HTML-Code wird in zunehmendem Maße von verschiedenen Standardisierungsorganisationen wie dem Open IPTV Forum (OIPF) angewendet. Praktisch eingesetzt wird CE-HTML bspw. bei Fernsehern mit HbbTV und/oder Internet Protocol Television (IPTV).
Philips hat bereits erste Fernsehgeräte, die den CE-HTML-Standard anwenden, mit sogenannter Net TV-Funktion im April 2009 in Europa auf dem Markt gebracht.
Beispiel für CE-HTML:
```
<?xml version="1.0" encoding="UTF-8"?>

<!DOCTYPE html PUBLIC "-//W3C//DTD XHTML 1.0 Transitional//EN"

"ce-html-1.0-transitional.dtd">

<
html
 
xmlns
=
"http://www.w3.org/1999/xhtml"
>

<
head
>

<
title
>
CE-HTML
</
title
>

</
head
>

<
body
 
onload
=
"document.getElementById('myvid').play(1);"
>

CE-HTML a/v object:
<
br
/>

<
object
 
type
=
"video/mp4"
 
id
=
"myvid"
 
data
=
"myvideo.mp4"
 
width
=
"640"
 
height
=
"480"
></
object
>

</
body
>

</
html
>

```